# Stazione di Shimotsuke-Ōsawa
La stazione di Shimotsuke-Ōsawa (下野大沢駅?, Shimotsuke-Ōsawa-eki) è una stazione ferroviaria situata della città di Nikkō, nella prefettura di Tochigi, ed è servita dalla linea linea Nikkō della JR East. La stazione vede un traffico esclusivamente regionale locale.

## Linee
East Japan Railway Company
■ Linea Nikkō

## Struttura
La stazione è dotata di due marciapiedi laterali con due binari passanti.
| 1 | ■ Linea Nikkō | per Tsuruta e Utsunomiya |
| 2 | ■ Linea Nikkō | per Imaichi e Nikkō      |

## Stazioni adiacenti
| «           | Servizio    | »           |
| Linea Nikkō | Linea Nikkō | Linea Nikkō |
| ----------- | ----------- | ----------- |
| Fubasami    | Locale      | Imaichi     |